# Йохансен, Аллан
Аллан Йохансен (дат. Allan Johansen; род. 14 июля 1971, Силькеборг, Орхус) — датский профессиональный шоссейный велогонщик. Чемпион Дании в групповой гонке (2006).

## Карьера
Он стал профессионалом в 1998 году в Team Chicky World, прежде чем в 2000 году перешел в Memory Card–Jack & Jones (позже известную как Team CSC). Йохансен также работал в Team Fakta с 2001 по 2003 год, затем в 2004 году перешел в BankGiroLoterij, а в 2005 году вернулся в Team CSC, где оставался там до конца 2007 года. В 2008 году он затем присоединился к Team Designa Køkke. Йохансен завершил карьеру в 2009 году, завершив ее на Туре Дании 2009, где он был удостоен награды The Fighters Award на этой гонке. Он участвовал в Тур де Франс 2000 и занял 119-е место в общем зачете. Он также занял 125-е место на Вуэльте Испании 2005.

## Достижения
1999
1-й Colliers Classic
1-й Rund um Düren
1-й — Этап 1 Тур Саксонии
1-й — Этап 1 3-Länder-Tour
2002
1-й — Этап 5 Тур Рейнланд-Пфальца
1-й Париж — Тур
2-й Схал Селс
2003
2-й Чемпионат Дании — Групповая гонка
2004
1-й Вольта Лимбург Классик
1-й Гран-при Ефа Схеренса
3-й Париж — Брюссель
2005
1-й — Этап 4 Тур Саксонии
2006
1-й  Чемпион Дании — Групповая гонка
1-й Гран-при Хернинга
3-й Тур Люксембурга — Генеральная классификация
1-й — Этап 1
3-й Чемпионат Дании — Индивидуальная гонка
2008
10-й Тур Фландрии
2009
1-й — Этап 4 Rhône-Alpes Isère Tour
1-й — Этап 4 Ronde de l'Oise
3-й Гран-при Хернинга

### Гранд-туры
| Гранд-тур                 | 2000 | 2001 | 2002 | 2003 | 2004 | 2005 |
| ------------------------- | ---- | ---- | ---- | ---- | ---- | ---- |
| Джиро д’Италия            | —    | —    | —    | —    | —    | —    |
| Тур де Франс              | 119  | —    | —    | —    | —    | —    |
| (c 2010 ) Вуэльта Испании | —    | —    | —    | —    | —    | 123  |

| — | Не участвовал |